# Stadtkommandantur München

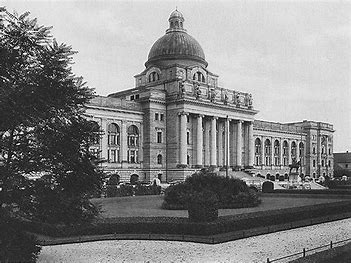
Stadtkommandantur München

De Stadtkommandantur München was het commandocentrum van het Beierse leger in München. Het was verantwoordelijk voor het beheer van de Beierse troepen in de stad en was samen met het politiehoofdbureau verantwoordelijk voor de interne veiligheid. De Stadtkommandantur had de bevoegdheid om direct in te grijpen bij onrust. Dit deed ze bijvoorbeeld na de revolutie van 1918 en tijdens de Hitler-putsch.

## Geschiedenis
In München had de Kommandantur (voor 1872 bekend als Kommandantschaft) voornamelijk een representatief karakter tijdens het Koninkrijk. Ze stond onder bevel van de bevelvoerende generaal van het I. Legerkorps. Van 1904 tot 1924 was het gevestigd in het gebouw van het Beierse Legermuseum, dat nu de Beierse Staatskanselarij is.
Na de Novemberrevolutie in 1918 groeide de politieke macht van de stadskommandanten, aangezien ze gewapende troepen tot hun beschikking hadden. Hun autoriteit was echter niet groot genoeg om de soldaten in München echt te kunnen bevelen. Deze grotere betekenis bleef ook tijdens de Münchense Radenrepubliek en de daaropvolgende periode bestaan.

## Stadscommandanten
- Ongeveer van 1747 tot 1787 Karl Wilhelm von Daun
- Vanaf 1813 tot 1838 Alois von Ströhl
- Vanaf 24 november 1918 tot 13 april 1919 Oskar Dürr
- Vanaf 13 april 1919 tot 17 april 1919 Rudolf Egelhofer
- Vanaf 17 april 1919 tot 2 mei 1919 Wilhelm Weinberger
- Vanaf Mei 1919 tot januari 1923 Oberstleutnant Adolf Herrgott na onderdrukking van de Radenrepubliek, met onder andere Ernst Röhm en Christian Roth in zijn staf.
- Vanaf 1923 Jakob von Danner, die de Hitlerputsch al zag aankomen en zeer vroeg maatregelen tegen de betrokkenen tijdens de Hitlerputsch nam.
- Vanaf 25 april 1945 tot 28 april 1945 Bernhard Hofmann, werd "als niet streng genoeg" vervangen.
- Vanaf 28 april 1945 tot 30 april 1945 Generaal-majoor Rudolf Huebner, een fanatieke nationaalsocialist, benoemd tot "Kampfkommandanten von München" op bevel van Albert Kesselring. Onder zijn bevel werden in de laatste dagen van de oorlog nog veel mensen opgehangen of doodgeschoten. Huebner verdween geruisloos toen München op 30 april 1945 werd ingenomen.

## Andere Kommandanturen in Beieren
Sinds 1872 bestonden er in Beieren alleen nog Kommandanturen in de vestingen Ingolstadt en Germersheim, op de legeroefenterreinen Lager Lechfeld, Hammelburg en Grafenwöhr, en in de hoofdstad München. Tot de taken van de Kommandant behoorden het geven van militair-politionele bevelen, de organisatie van de wachtdienst, het onderhoud van militaire installaties en gebouwen, en het bevel over garnizoensparades.

## links
- Historisches Lexikon Bayerns
- Documenten over de Stadtkommandanten van München in de Duitse Digitale Bibliotheek